# Phòng Phong
Phòng Phong (giản thể: 防风; phồn thể: 防風; bính âm: Fángfēng) là tên gọi 1 quốc gia bộ lạc từng tồn tại trong các thời kỳ lịch sử trước khi nhà Hạ thành lập ở Trung Quốc, vị trí của nước này thuộc địa phận huyện Đức Thanh tỉnh Chiết Giang ngày nay. 

## Hội nghị Miêu Sơn
Bấy giờ vua Hạ Vũ trị thủy thành công vừa được đế Thuấn thiện nhượng ra lệnh triệu tập thủ lĩnh các bộ lạc đến Miêu Sơn họp đại hội các chư hầu để tính công phong tước, quân chủ các nước đều đến đúng hẹn kể có trên 10.000 nước - lịch sử gọi họ là "vạn bang chư quốc". Duy có thủ lĩnh bộ lạc Phòng Phong quá giờ rất lâu mà vẫn chưa thấy xuất hiện, đại hội vẫn được tiến hành theo đúng lịch trình đã định. Mãi đến khi hội nghị sắp bế mạc mới thấy thủ lĩnh bộ lạc Phòng Phong xuất hiện, người này có thân hình cao to vạm vỡ mặt mày hung dữ đã đến muộn lại còn huênh hoang quát nạt các thủ lĩnh chư hầu khác. Hạ Vũ thấy vậy lập tức sai lính quây lại bắt sống ngay tại chỗ rồi cho trảm lập quyết để giữ nghiêm quân lệnh, từ đó về sau Miêu Sơn được đổi thành Hội Kê hoặc Cối Kê sơn.

## Di tích hóa thạch
Nước Phòng Phong không biết đã hình thành trước đó bao lâu nhưng chỉ biết rằng đến đây đã bị diệt vong bởi vua Vũ nhà Hạ, thời Xuân Thu người ta khai quật được bộ xương người khổng lồ có hỏi đức Khổng Tử thì ngài bảo đó chính là bộ xương của người Phòng Phong hóa thạch cách giai đoạn đó trên 1500 năm.